# Neuropatía óptica hereditaria de Leber
La Neuropatía óptica hereditaria de Leber (NOHL) o Atrofia óptica de Leber es una degeneración de los gangliocitos de la retina y sus axones, heredada mitocondrialmente (de la madre a todos sus hijos), que conlleva una pérdida aguda o subaguda de visión central. Esto afecta predominantemente a varones adultos jóvenes. Sin embargo la NOHL sólo se transmite a través de la madre ya que se debe principalmente a mutaciones en el genoma mitocondrial (no el nuclear) y sólo el óvulo aporta mitocondrias al embrión. La NOHL se debe habitualmente a una de tres posibles mutaciones puntuales patogénicas en el ADN mitocondrial. Estas mutaciones afectan a los nucleótidos de las posiciones 11.778, 3.460 y 14.484, respectivamente en los genes de las subunidades ND4, ND1 y ND6, del complejo I de la cadena de transporte de electrones en las mitocondrias.La alteración de la función mitocondrial juega un rol esencial en la patogénesis de esta neuropatía óptica.
Los hombres no pueden transmitir esta enfermedad a sus hijos.

## Historia
La enfermedad fue descrita originariamente por el oftalmólogo alemán Theodor Leber (1840-1917) en 1871. Leber describe cuatro familias en las que un número considerable de hombres jóvenes sufren pérdidas abruptas de visión en ambos ojos de formas simultánea o consecutivamente. Inicialmente se pensaba que era una enfermedad ligada al cromosoma X, demostrándose más tarde que era, en realidad, de herencia mitocondrial o materna. La mutación de un solo aminoácido provoca un cambio de una arginina a histidina altamente conservada en la subunidad de la NADH deshidrogenasa del complejo respiratorio mitocondrial. Más tarde se encontrarían dos mutaciones más que serían responsables del 95 % de los casos de la enfermedad.

## Epidemiología
- La NOHL 1 tiene una prevalencia inusualmente alta en el oeste de Quebec, Canadá,[4]

La prevalencia de la enfermedad se estima entre 1/27.000 y 1/54.000 en Europa. Se reporta una prevalencia menor en Australia (1/113.300) y en Serbia (1/526.000). La enfermedad afecta predominantemente a varones, quienes tienen entre 4 y 5 veces más probabilidades de verse afectados y de perder la visión.

## Signos y síntomas
Clínicamente, hay un comienzo agudo de pérdida visual, bilateral y simétrica. Esto finalmente evoluciona a una atrofia óptica muy severa y una disminución permanente de agudeza visual. En la fase aguda, que dura algunas semanas, el ojo afectado muestra una apariencia edematosa de la capa de fibras nerviosas  y vasos peripapilares inflamados (microangiopatía). Estas características principales se ven en un examen del fondo ocular justo antes o después de comenzar la pérdida de visión. Un examen revela agudeza visual reducida, pérdida de visión del color y un escotoma cecocentral en una prueba de campo visual.

## Genética

La neoropatía óptica hereditaria de Leber tiene un patrón de herencia mitocondrial.

La neuropatía óptica hereditaria de Leber es una condición relacionada con cambios en el ADN mitocondrial. Mutaciones en los genes MT-ND1, MT-ND4, MT-ND4L y MT-ND6 causan esta neuropatía. 
Los genes asociados con la neuropatía óptica hereditaria de Leber están contenidos en el ADN mitocondrial. Las mitocóndrias son estructuras internas de las células que convierten la energía de los nutrientes en una forma que la célula puede emplear. Aunque la mayoría del ADN está empaquetado en cromosomas dentro del núcleo, las mitocóndrias también tienen una pequeña cantidad de su propio ADN (conocido como ADN mitocondrial o mtDNA).
Cada uno de los genes relacionados con la neuropatía óptica hereditaria de Leber llevan instrucciones para producir una proteína involucrada en la función mitocondrial normal. Estas proteínas son parte de un complejo enzimático que ayuda a convertir el oxígeno y azúcares simples en energía. Mutaciones en cualquiera de estos genes interrumpen el proceso. Aún no está claro cómo estos cambios genéticos causan la muerte celular en el nervio óptico y llevan a las características específicas de la NOHL.
Más del 90 % de los afectados por LHON son portadores de una de las tres principales mutaciones en el ADN mitocondrial (m.11778G>A, m.14484T<C, y m.3460G>A). Estas tres mutaciones localizan en los genes que codifican para las subunidades del complejo mitocondrial I, que forma parte de la cadena respiratoria.
Un porcentaje significativo de personas con una mutación que causa la NOHL no desarrollan ninguna característica de la enfermedad. Específicamente, más del 50 % de los varones con una mutación y más del 85 % de mujeres con una mutación nunca sufren pérdida de visión o disfunciones relacionadas. Factores adicionales pueden determinar si una persona desarrolla los síntomas de esta enfermedad. Factores ambientales como el alcohol o el tabaco pueden estar involucrados, aunque los estudios de estos factores han dado resultados contradictorios. Los investigadores están estudiando también si cambios en otros genes, particularmente en el cromosoma X, contribuyen al desarrollo de la enfermedad.

## Diagnóstico
El diagnóstico es muy difícil y suele requerir una evaluación neuro-oftalmológica y/o análisis de sangre para evaluar el ADN (sólo disponible en algunos laboratorios). Así, la incidencia es probablemente mayor de la apreciada. El pronóstico es casi siempre una pérdida visual severa continuada. No existe tratamiento para esta enfermedad.
La neuropatía óptica hereditaria de Leber se confunde a veces con la amaurosis congénita de Leber, que es una enfermedad distinta también descrita inicialmente por Theodor Leber en el siglo XIX.
La idebenona, combinada evitar hábitos como fumar  o la ingesta de alcohol, es el protocolo de tratamiento estándar preferido para los pacientes afectados por NOHL. La idebenona es una benzoquinona de cadena corta que interactúa con la cadena de transporte de electrones mitocondriales para mejorar la respiración celular. Cuando se usa en individuos con NOHL, se cree que permite a los electrones pasar por alto el complejo disfuncional I.
Esta neuropatía se suele confundir con la atrofia óptica dominante (DOA), ya que son las formas más comunes de neuropatías ópticas hereditarias. Son difíciles de distinguir en la clínica, especialmente en los pacientes más jóvenes. Ambas están asociadas con daños en las células ganglionares de las retinas y disfunciones mitocondriales en sus axones, por lo que comparten síntomas como pérdidas en la visión bilateral. Clínicamente, discriminar entre el genotipo y fenotipo de NOHL y DOA puede ser crucial para determinar el tratamiento específico a un paciente según su diagnóstico genético. Una estrategia eficaz debe ser formulada entonces para los pacientes en los que se sospecha una neuropatía óptica heredada. En el caso índice de una familia, la selección de sitios primarios de mutación de ADNmt relacionados con LHON para el cribado depende del pedigrí, que puede revelar herencia autosómica dominante o transmisión del ADNmt causante del trastorno. En probandos esporádicos, cuando los pacientes muestran un inicio de la enfermedad anterior a la edad de preescolar, primero debe escanearse el gen OPA1 (codificante de una proteína de la membrana interna de la mitocondria), seguido de un análisis de sitios principales de mutación de ADNmt relacionados con LHON.  En estudios realizados en niños preescolares afectados, la frecuencia mutacional de OPA1 fue mayor que la de los sitios de ADNmt relacionados con LHON. Estos hallazgos sugieren que los genes nucleares deben ser preferentemente estudiados antes que los sitios principales de mutación de ADNmt relacionados con LHON, para el cribado en pacientes de desarrollo patogénico temprano.